# Sociedade Técnica de Veículos
Sociedade Técnica de Veículos Ltda. war ein brasilianischer Hersteller von Automobilen.

## Unternehmensgeschichte
Rigoberto Soler gründete 1966 das Unternehmen in São Paulo. Er übernahm ein Fahrzeugprojekt von Brasinca und setzte die Produktion von Automobilen fort. Der Markenname lautete Uirapuru. Geplant war die Produktion von 20 Fahrzeugen monatlich. 1967 oder 1968 endete die Produktion. Insgesamt entstanden etwa 25 Fahrzeuge.

## Fahrzeuge
Das Coupé 4200 GT entsprach weitgehend dem Brasinca 4200 GT. Die Basis bildete ein Kastenrahmen. Ein Sechszylindermotor vom Chevrolet Opala mit 4300 cm³ Hubraum trieb die Fahrzeuge an.
Das Fahrzeug war auch als Cabriolet erhältlich. Der Markterfolg blieb mit drei Fahrzeugen gering.
Der RR-1 (auch RR 1), später Gavião genannt, wurde für die brasilianische Autobahnpolizei entwickelt. Geplant waren sowohl ein Viersitzer als auch ein Dreisitzer mit Platz für eine Trage. Dieses Modell blieb laut einer Quelle ein Prototyp.